# Hindoustani caribéen
Pour les articles homonymes, voir hns.
L'hindoustani caribéen est une forme dialectale du bhodjpouri. Cette langue est parlée par quelques communautés  à Trinité-et-Tobago, au Guyana, au Suriname et par des immigrants aux Pays-Bas.